# Sally Pearson
Sally Pearson (født 19. september 1986 i Sydney) er en australsk atlet som konkurrerer i sprint og hækkeløb.
Pearson deltog under sit fødselsnavn, Sally McLellan, i Junior-VM i 2003 hvor hun vandt en guldmedalje i 100 meter hækkeløb og blev nummer fem i 200-meter-løb. Året efter var hun med i junior-VM, der hun blev nummer tre i 100-meter-løb og nummer fire i 100 meter hækkel'b. I 2006 blev hun australsk mester i 100 meter hækkeløb og vandt en bronzemedalje under Commonwealth Games i 2006 i 4 x 100 meterløb.
I 2007 deltog hun i både 100 meter og 100 meter hækkeløb i VM i Osaka, men kom ikke til finalen i nogen af øvelserne. Året efter gik det langt bedre under OL i Beijing hvor hun uventet vandt en sølvmedalje.
I VM 2009 i Berlin blev hun nummer fem i 100 meter hækkeløb.